# Czeriemoszki (rejon chomutowski)
Czeriemoszki (ros. Черемошки) – osiedle typu wiejskiego w zachodniej Rosji, w sielsowiecie skoworodniewskim rejonu chomutowskiego w obwodzie kurskim.

## Geografia
Miejscowość położona jest 2 km od centrum administracyjnego sielsowietu skoworodniewskiego (Skoworodniewo), 22 km od centrum administracyjnego rejonu (Chomutowka), 92 km od Kurska.
W granicach miejscowości znajduje się 6 posesji.

## Demografia
W 2015 r. miejscowość nie posiadała mieszkańców.